# خاندان ایماگاوا
خاندان ایماگاوا (به ژاپنی: 今川氏 いまがわうじ) یکی از خاندان‌های نظامی ژاپن بود. این خاندان توسط خاندان آشیکاگا شاخه‌ای از خاندان میناموتو به‌شمار می‌آمد.

## ریشه
اشیکاگا کونیئوجی نوه اشیکاگا یوشییوجی در قرن ۱۳ بر ولایت میکاوا چیره شد و نام آن را ایماگاوا را بر خاندان خود قرار داد. همچنین ایماگاوا نوریکونی از پسر عموی آشیکاگا تاکائوجی امیری ولایت توتومی و بعدها ولایت سوروگا را دریافت کرد.
خاندان ایماگاوا مدتی بر ولایت میکاوا (مدرن نیشیو، آیچی) و عمدتاً بر ولایت سوروگا و ولایت توتومی در دوره جنگ‌های داخلی ژاپن یا دوره سنگوکو تسلط داشت.